# Houston Texans 2007
La stagione 2007 degli Houston Texans è stata la sesta della franchigia nella National Football League. La squadra migliorò il record di 6-10 della stagione precedente, terminando con un bilancio di 8-8.

## Draft NFL 2007
| Giro/Scelta            | Giocatore        | Ruolo            | College        |
| ---------------------- | ---------------- | ---------------- | -------------- |
| 1/10 (Da Atlanta)      | Amobi Okoye      | Defensive tackle | Louisville     |
| 3/73                   | Jacoby Jones     | Wide receiver    | Lane           |
| 4/123 (Da New Orleans) | Fred Bennett     | Cornerback       | South Carolina |
| 5/144                  | Brandon Harrison | Safety           | Stanford       |
| 5/163 (Da New Orleans) | Brandon Frye     | Offensive tackle | Virginia Tech  |
| 6/183                  | Kasey Studdard   | Offensive guard  | Texas          |
| 7/218                  | Zac Diles        | Linebacker       | Kansas State   |

I Texans scambiarono la loro ottava scelta assoluta con gli Atlanta Falcons per la loro decima nell'affare che portò all'acquisizione di Matt Schaub. Okoye fu il più giovane giocatore scelto nella storia del draft ma si rivelò una cattiva scelta dal momento che immediatamente dopo di lui fu selezionato il Pro Bowler Patrick Willis.

## Calendario
| Turno | Data               | Avversario             | Risultato          | Stadio                         | Record             |                    |
| ----- | ------------------ | ---------------------- | ------------------ | ------------------------------ | ------------------ | ------------------ |
| 1     | 9/9/2007           | Kansas City Chiefs     | V, 20–3            | Reliant Stadium                | 1–0                |                    |
| 2     | 16/9/2007          | @ Carolina Panthers    | V, 34–21           | Bank of America Stadium        | 2–0                |                    |
| 3     | 23/9/2007          | Indianapolis Colts     | S, 30–24           | Reliant Stadium                | 2–1                |                    |
| 4     | 30/9/2007          | @ Atlanta Falcons      | S, 26–16           | Georgia Dome                   | 2–2                |                    |
| 5     | 7/10/2007          | Miami Dolphins         | V, 22–19           | Reliant Stadium                | 3–2                |                    |
| 6     | 14/10/2007         | @ Jacksonville Jaguars | S, 34–17           | Jacksonville Municipal Stadium | 3–3                |                    |
| 7     | 21/10/2007         | Tennessee Titans       | S, 38–36           | Reliant Stadium                | 3–4                |                    |
| 8     | 28/10/2007         | @ San Diego Chargers   | S, 13–10           | Qualcomm Stadium               | 3–5                |                    |
| 9     | 4/11/2007          | @ Oakland Raiders      | V, 24–17           | McAfee Coliseum                | 4–5                |                    |
| 10    | Settimana di pausa | Settimana di pausa     | Settimana di pausa | Settimana di pausa             | Settimana di pausa | Settimana di pausa |
| 11    | 18/11/2007         | New Orleans Saints     | V, 23–10           | Reliant Stadium                | 5–5                |                    |
| 12    | 25/11/2007         | @ Cleveland Browns     | S, 27–17           | Cleveland Browns Stadium       | 5–6                |                    |
| 13    | 2/12/2007          | @ Tennessee Titans     | S, 31–28           | LP Field                       | 5–7                |                    |
| 14    | 9/12/2007          | Tampa Bay Buccaneers   | V, 28–14           | Reliant Stadium                | 6–7                |                    |
| 15    | 13/12/2007         | Denver Broncos         | V, 31–13           | Reliant Stadium                | 7–7                |                    |
| 16    | 23/12/2007         | @ Indianapolis Colts   | S, 38–15           | RCA Dome                       | 7–8                |                    |
| 17    | 30//2007           | Jacksonville Jaguars   | V, 42–28           | Reliant Stadium                | 8–8                |                    |